# Dub U Vorlů
Dub U Vorlů je památný strom dub letní (Quercus robur), který roste u montované plechové haly v západní části obce Jenišov v okrese Karlovy Vary v Karlovarském kraji. Kmen stromu se v polovině dělí na mnoho větví, které tvoří košatou korunu. Obvod kmene činí 383 cm, koruna sahá do výšky 22 m (měření 2006). Dub je chráněn od roku 2005.

## Stromy v okolí
- Jenišovský dub
- Majvalův dub
- Žalman
- Dub u Nešporů
- Tuhnické lípy